# 나해철
나해철(羅海哲, 1956년 6월 4일~)은 대한민국의 시인이자 의사이다.

## 생애
1956년 전남 나주 영산포에서 태어났다. 광주일고를 졸업하였으며 1982년 동아일보 신춘문예로 등단하였다. 전남의대를 졸업하였고 현재 나해철 성형외과 원장으로 있다.
5월시 동인, 시집 ≪무등에 올라≫, ≪동해 일기≫, ≪그대를 부르는 순간만 꽃이 되는≫, ≪아름다운 손≫, ≪긴 사랑≫, ≪꽃길 삼만 리≫ 등을 출간하였다.